# Helicosporium griseum
Helicosporium griseum är en svampart som beskrevs av Berk. & M.A. Curtis 1874. Helicosporium griseum ingår i släktet Helicosporium och familjen Tubeufiaceae.   Inga underarter finns listade i Catalogue of Life.